# Androkydes (Mediziner)
Androkydes (altgriechisch Ἀνδροκύδης) war ein in der 2. Hälfte des 4. Jahrhunderts v. Chr. lebender griechischer Arzt, der Alexander den Großen in medizinischen Fragen beriet.
Laut Plinius dem Älteren warnte Androkydes den großen makedonischen Eroberer in einem wohl apokryphen Brief vor übermäßigem Genuss von Wein, den er „das Blut der Erde“ nannte. Aus diesem Schriftstück teilt Plinius einen Teil des Inhalts mit. Ferner soll er Theophrast zufolge Kohl als Mittel gegen Weinrausch empfohlen haben. Möglicherweise ist er mit dem gleichnamigen Autor eines Werks über pythagoreische Symbole identisch.